# Cantón de Niza-10
El cantón de Niza-10 era una división administrativa francesa que estaba situada en el departamento de Alpes Marítimos y la región de Provenza-Alpes-Costa Azul.

## Composición
El cantón estaba formado por una fracción de la comuna de Niza: 
- Niza (fracción)

## Supresión del cantón de Niza-10
En aplicación del Decreto nº 2014-227 de 24 de febrero de 2014, los cantones de Niza numerados del 10 al 14 fueron suprimidos el 22 de marzo de 2015 y las fracciones de dicha comuna correspondientes a dichos cantones fueron sumadas a los cantones de Niza numerados del 1 al 9.